# 투하트 시리즈의 등장인물 목록
성우 이름은 PS2판·TV애니메이션판·OVA·드라마 CD에 해당한다. 『XRATED』『AnotherDays』에서는 공개되지 않는다.

## 메인 캐릭터

### 투하트
후지타 히로유키(전지호)(일본어: 藤田 浩之)
성우:이치죠 카즈야(애니메이션, 드라마CD만) / 최원형
주인공. 이름 초기값은 위와 같지만, 플레이어가 좋아하는 이름을 붙일 수 있다. 또, PS, PSE, PS2판에서는 이름을 이대로 놓아 둘 경우, 다른 캐릭터가 이름과 별명까지 음성을 통해 불러 준다. 게임 중의 선택사항의 선택 방법에 의해서 다소 변화하지만, 어떠한 상대라도 차별대우 없이 대응하여, 불쾌한 언동을 느끼게 하지 않는“좋은 놈”이기 때문에 교우 관계가 넓다. 아카리, 사토 마사시와는 소꿉친구이며, 나가오카 시호도 중학교 때부터 사귄 사이로, 4명이 함께 행동하는 경우가 많다. 평상시는 무슨 일에도 무관심하지만, 신경이 쓰이는 인간은 어떻게도 내버려 두지 못하는 성격.
카미기시 아카리(신아영)(일본어: 神岸 あかり)
성우:카와스미 아야코 / 양정화
생일:2월 20일 혈액형:O형 별자리:물고기 자리 신장:157cm 연령:16세 3사이즈:79/59/84 주인공을 부르는 법:「[이름]짱」【히로유키짱】 테마곡：「당신의 옆 얼굴」
게임의 메인 히로인. 주인공의 소꿉친구이며 동급생. 주인공을 「짱」으로 불러, 호의를 표시하고 있지만 주인공은 어린애 취급한다며 눈치채지 못하고 있다. 매일 주인공과 습관적으로 함께 등교한다. 얌전한 성격에 남을 돌보기 좋아하며, 누구에게나 사랑받는 성격으로 이성으로부터의 인기도 제법 높다. 처음은 머리를 땋고 있으나 주인공의 말에 단발로 바꾼다. 어릴적 히로유키가 인형뽑기에서 곰을 뽑아준 것을 계기로 곰 인형을 매우 좋아하며, 그녀의 방에 곰 인형이 많이 진열되어 있는 것을 볼 수 있다. 취미는 독서 특기는 요리.
나가오카 시호(강보경)(일본어: 長岡 志保)
성우:히구치 치에코 / 윤여진
생일:11월 7일 혈액형:B형 별자리:전갈좌 신장:160cm 연령:16세 3사이즈：86/56/85 주인공을 부르는 법:「[별명]」【히로】 테마곡：「마이·프렌드」
주인공의 동급생으로 중학교부터 알고 지낸 사이. 주인공의 소꿉 친구인 아카리와는 성격이 정 반대지만 부딪치지 않고 사이가 좋다. 공부를 싫어하지만 게임과 가라오케는 쓸데없이 능숙하다. 유행에 민감하고 여기저기에 「시호 정보」라고 하는 이야기를 퍼뜨리지만, 내용은 어디까지나 별 것 아닌 경우가 많아, 자주 주위의 빈축을 사고 있다. 쾌활하고 천진난만한 그녀이지만, 실은 대단히 친구를 아낀다. 주인공과는 이성간의 감정을 넘은 우정을 보여주며, 전 캐릭터중에서 유일하게 주인공을 별명으로 부른다. PS판에서 크게 시나리오가 변경된 캐릭터 중 한 명.
멀티
성우:호리에 유이 / 여민정
 :HMX-12“멀티”참조
호시나 토모코(이성주)(일본어: 保科 智子)
성우:히사카와 아야 / 이현진
생일:9월 10일 혈액형:A형 별자리:처녀좌 연령:16세 3사이즈:88/57/85 주인공을 부르는 법：「[성씨]군」【후지타군】 테마곡:「그녀의 우울」
주인공의 동급생으로 고베시 출신. 부모님이 이혼해, 모친과 함께 칸토로 이사해 왔다. 칸사이 사투리를 이야기해, 안경을 써 머리카락을 꽤 느슨한로 하고 있다. 성적 우수하고 교사로부터의 신뢰도 두껍지만, 주위에서는 뜬 존재가 되고 있었기 때문에 왕따 대상이 되어 버린다. 누구에게도 상담하지 못하고 고민하고 있었지만, 무언가에 붙여 말을 건네 오는 주인공이 신경이 쓰여 간다. 프라이빗에서는 안경을 벗어, 도 풀고 있다. 딱딱한 이미지가 있지만 패션의 센스는 좋고, 사복으로의 인상은 평상시라든지 되어 바뀐다. 게임중 1·2를 싸우는 큰 가슴. 그 때문에 결림이 고민거리. 엔딩으로 떠 고리를 가지고 있었으므로, 헤엄칠 수 없다고 하는 설 있어. 통칭 위원장(또는 「반장」). 부모님의 이혼 원인이나 고립 상황을 부르고 있는 교내에서의 입장에 도착해 한신·아와지 대지진의 영향이 있다고 하는 설도.
쿠르스가와 세리카(천세리)(일본어: 来栖川 芹香)
성우:이와오 쥰코 / 여민정
생일:12월 20일 혈액형:AB형 별자리:사수자리 신장:159cm 연령:17세 3사이즈:84/54/87 주인공을 부르는 법:「[이름]씨」【히로유키씨】 테마곡:「아가씨는 엘레강트」
주인공과 같은 학교에 다니는 1년 선배 17세.「매치 한 개로부터 로켓 개발까지」라고 해지는, 쿠르스가와 그룹의 아가씨. 여동생은 쿠르스가와 아야카가 있다. 여동생과 달리, 작은 무렵은, 마치 황족과 같은 생활을 보내고 있어 항상 외톨이였기 때문에, 소극적인 성격으로 하고 있고, 무엇을 생각하고 있을지 모르지만, 좋아하게 된 상대에게는 소극적이면서 제대로 자신의 마음을 전한다. 어릴 적에, 서재에서 찾아낸 책으로부터 흥미를 가진 흑마술이 취미. 점심시간에는 안뜰에서 점심 식사를 끝마친 후일향개를 하는 것이 습관. 주인공과는 아침에 우연히 부딪친 것으로부터 교류가 시작된다.「Remember~」에서는 쿠르스가와 대학 1학년이 되어, 히로유키들의 학교와 관련되어 합겉껍데기 적게 되었기 때문에인가 차례는 적은. 이름의 모델은, 아마 「토요타·세리카」라고 생각된다(아래와 같이, 「Heart By Heart」참조).
미야우치 레미(레미)(일본어: 宮内 レミィ)
성우:카사하라 루미 / 이자명
생일:12월 21일 혈액형:A형 별자리:사수자리. 신장:174cm 연령:16세 3사이즈：92/59/86 주인공을 부르는 법:「[이름 읽기(히라가나는 카타카나로 변경된다)]」【히로유키】 테마곡：「Smiling」
주인공의 동급생으로 금발 푸른 눈의 일·미 하프 아가씨. 고교생이라고는 생각되지 않을 정도 발달하고 있는 스타일을 가진다. 풀네임은 레미·크리스토퍼·헬렌·미야우치(Lemmy Christopher Helen Miyauchi). 실은 어릴 적 주인공과 만나고 있었지만, 당시는 집단 괴롭힘을 막는 의미로 머리카락을 검게 물들이고 있었기 때문에, 그 일에 주인공은 눈치채지 못했다. 패밀리 레스토랑 「블루 스카이」에서 아르바이트 하고 있다. 본인 가라사대 「일본의 문화의 켄큐」로서 고등학교에서는 궁도부에 소속하지만, 이것은 미국에 있었을 무렵 자주 아버지 에 이끌려 사냥하러 가고 있던 것의 영향도 있다고 생각된다. 다만 렵이 자신있었던 위해, 움직이는 목표는 백발 백중이지만 멈추어 있는 궁도용의적이게는 전혀 맞힐 수 없다고 하는 이상한 특성이 있어, 성적은 좋지 않다. PC판에서는, 가끔 일본에서는 사냥을 할 수 없는 것에 밤 스트레스로부터 금단증상이 나오고, 교정의 참새나 주인공에게 활을 향하는 일이 있다. 애완동물로서 햄스터 「죠니」를 기르고 있다. 주인공 가라사대, 「자신을 경칭 생략으로 하는 여성은 어머니와 레미만, 「여자 아이」라면 레미 한 명만」(다만, 이 발언의 뒤에 등장하는 와 쿠르스가와 아야카도 주인공을 경칭 생략으로 하므로, 주인공을 경칭 생략으로 하는 여자 아이는 2명이 된다). PS판 제작 당초, 야성적인 캐릭터에 리뉴얼하는 안도 있었지만, 애니메이션판 한평생과의 균형등의 이유로 현상대로 되었다고 하는 경위가 있다. PS판에의 이식에 임해, 크게 시나리오가 변경된 캐릭터의 한 명. 그리고 일본 문화에 관심이 있는 편인지라 속담을 섞어서 말을 한다든가 무슨 일을 비유할 때도 속담에 비유하지만 종종 틀리고는 한다.
마츠바라 아오이(한송이)(일본어: 松原 葵)
성우:이이즈카 마유미 / 이지영
생일:1월 19일 혈액형:A형 별자리:염소자리 신장:153cm 연령:15세 3사이즈：72/57/79 주인공을 부르는 법:「[성씨]선배」【후지타 선배】 테마곡:「맑음 후 V사인」
주인공의 1년 후배로, 격투기가 자신있는 스포츠 소녀. 성실하고 정직한 성격.그러나, 주위의 「보통 여자 아이」라고 다른 자신에게 불안도 느끼고 있다. 가라테를 배우고 있었지만, 쿠르스가와 아야카와 만나 끌리고 그녀가 시작한 이종 격투기 「익스트림」 대회를 목표로 하게 된다. 체격은 그다지 우수한 것은 아니지만, 실력은 상당한 것. 또, 아야카는 자신을 앞지를 만한 숨긴 힘을 가지고 있다고 인정하고 있다.학원에서 동호회를 설립하려고 하고 있었을 때 주인공과 우연히 만나, 흥미 본위로 익스트림을 시작한 주인공과 함께 설립을 목표로 하게 된다. PC판에서는 연습시는 위가 제복으로 아래가 블루머모습이었지만, PS판이나 애니메이션판에서는 위도 체조벌로 변경되고 있다. 애니메이션판 「Remember~」에서는, 익스트림 대회에서 격투의 끝, 마침내 아야카에 승리했다.
「Remember~」로의 회화로부터, 한 번 아야카와 시합을 해 지고 있는 모양
히메카와 코토네(강보라)(일본어: 姫川 琴音)
성우:히카미 쿄코 / 김선혜
생일:10월 9일 혈액형:B형 별자리:천칭좌 신장:156cm 연령:15세 3사이즈:77/54/78 주인공을 부르는 법:「[성씨]씨」【후지타씨】 테마곡:「말할 수 없는 힘」
주인공의 1년 후배. 중학생 시절부터 조금씩 능력에 눈을 떠 고등학교에서는 입학 조속히부터, 이상한 힘을 가지고 있다고 소문되는 신비적인 초능력 소녀. 그 힘이 원인으로 주위로부터도 기분 나빠해지고 있다. 말수도 적고, 타인에게는 분별없게 마음을 열려고 하지 않지만, 원래 동물 좋아하는 마음 상냥한 소녀였다. 어떻게든 힘이 되려고 하는 주인공에게, 서서히 끌리기 시작한다.후 에 있는 정도 자신의 의지로 잘 다룰 수 있게 되었다. 얌전한 성격이지만, 완고한 곳도 있다. PC판에서는 「생각 동력」, 애니메이션에서는 「예지 능력」의 초능력을 가진다. PS판에의 이식에 임해, 크게 시나리오가 변경된 캐릭터의 한 명. 애니메이션판 제1기에서는 마사시에 사랑하고 있어 「Remember~」에서는 익스트림 동호회의 매니저가 되고 아오이를 지지하고 있다.
히나야마 리오(서주리)(일본어: 雛山 理緒)
성우: 오오타니 이쿠에 / 김효선
생일:11월 24일 혈액형:B형 별자리:사수자리 신장:155cm 연령:16세 3 사이즈:70/54/76 주인공을 부르는 법:「[성씨]훈」【후지타군】 테마곡:「엘!」(PC판에서는 고유의 테마곡이 없고, 등장 씬에서는 「왠지 유쾌!」가 사용되고 있었다)
카미기시 아카리 시나리오 클리어 후에 게임에 등장하는 캐릭터. 주인공의 동급생. 2개의 아호게와 2개에 묶은 뒤 머리카락이 특징. 1학년 무렵부터 생각하고 있던 주인공에게 돌연 고백하는 등 엉뚱한 행동을 취한다. 가정 사정에 의해 여러 가지 아르바이트 활동에 밤낮 힘쓰고 있다. 멀티와 같이 드지캐라. PC판에서는 숨겨 히로인이라고 하는 위치설정도 있고, 시나리오량이 지극히 적었지만, PS판 이후에서는 시나리오의 대폭적인 변경에 의해, 시나리오량도 그 나름대로 되었다.
쿠르스가와 아야카(천세연)(일본어: 来栖川 綾香)
성우:이와오 쥰코 / 김선혜
생일:1월 23일 혈액형:O형. 별자리:물병자리 신장:161cm 연령:16세 3사이즈:88/56/85 주인공을 부르는 법:「[이름]」【히로유키】 테마곡:「서든 윈도」(PC판에서는 고유의 테마곡이 없고, 등장 씬에서는 「왠지 유쾌!」가 사용되고 있었다)
주인공과 동학년. 사이온지 여학원에 다니는, 쿠르스가와 세리카의 여동생. 풍모는 잘 비슷하지만, 세리카와는 달라 성격은 극히 활발하고, 격투기 전반이 이익. 성적도 우수하고, 게다가 그 일을 자랑하지 않는다고 하는 하나부터 열까지 완벽한 인물. 익스트림 전 일본 여자 챔피언이기도 하다. PC판에서는 아오이·세리카 시나리오에 카메오로 등장할 뿐으로 공략 할 수 없었지만, PS판 이후에서는 시나리오가 준비되고 익스트림에 힘쓰는 주인공을 단련한다. 초등 학생 시절은 부모님과 함께 뉴욕에 살고 있고, 세리카와는 대조적으로 자유로운 생활을 보내고 있어 그 무렵을 만난 가정교사의 남자 고교생의 영향으로부터 격투기에 눈을 떴지만, 그보다 테크닉을 붙여 버렸기 때문에, 그가 떨어져 버리는 원인이 되었다. PS판 이후로, 익스트림때의 오른손을 앞에 두고 낸 자세나, 엔딩으로의 젓가락의 소유손으로, 왼손잡이인 것을 안다. 세리오와 함께 차례가 많아져, 히로유키들이 다니는 학교에 잘 나타난다.

### 투하트2
코우노 타카아키(河野 貴明) 성우：후쿠야마 준 (애니메이션, 드라마 CD)
주인공이다. 이름은 바꿀 수 있지만 변경하지 않을 경우, 다른 캐릭터들이 이름을 포함하여 대사를 읽어 준다.(『AnotherDays』에서는 바꿀 수 없다) 어렸을 적의 정신적인 충격으로 인해 유즈하라 코노미와 코우사카 타마키를 제외한 여성을 대할 경우 불편해 하지만, 이성에 대한 흥미는 있다고 작품 내에서 공언된 바 있다.

### PS2판,『XRATED』에서의 메인 캐릭터
유즈하라 코노미(柚原 このみ) 성우：하세 유리나(長谷優里奈)
메인 히로인. 주인공의 집 바로 앞집에 살고 있는 1살 연하의 소꿉 친구.
코우사카 타마키(向坂 環) 성우：이토 시즈카(伊藤靜)
제2의 메인 히로인.주인공과 유즈하라 코노미의 소꿉친구면서 주인공보다는 1살 연상.
코마키 마나카(小牧 愛佳) 성우：리키마루 노리코(力丸乃りこ)
주인공 반의 부위원장이었지만 대부분의 반 친구들은 위원장으로 생각하고 있으며 급기야 나중은 진짜 위원장이 되고 만다.
토나미(나가세) 유마(十波（長瀬） 由真) 성우：나바타메 히토미(生天目仁美)
주인공과는 동급생으로 옆반 학생. 자신이 애용하는 MTB로 통학하는 기발한 여자아이로 주인공을 라이벌 의식하고 있다.
히메유리 산고(姫百合 珊瑚) 성우：이시즈카 사요리(石塚さより)
히메유리 루리의 쌍둥이 언니로 주인공과는 1살 연하의 후배관계. 말투는 관서 사투리를 사용한다.
히메유리 루리(姫百合 瑠璃) 성우：요시다 코나미(吉田小南美)
히메유리 산고의 쌍둥이 동생으로 주인공과는 1살 연하의 후배관계.
쿠사카베 유우키(草壁 優季) 성우：사토 리나(佐藤利奈)
주인공의 소학교 시절 반 친구.
사사모리 카린(笹森 花梨) 성우：나카지마 사키(中島沙樹)
주인공과는 동급생. 이상현상을 연구하는 미스터리 연구회의 회장.
루시 마리아 미소라(ルーシー・マリア・ミソラ) 성우：나츠키 리오(夏樹リオ)
자칭 큰곰자리 47번 별 제3 행성 루에서 온 우주인. 자신을「루코 아름다운 하늘」이라 한다.
쿠스가와 사사라(久寿川 ささら) 성우：오노 료코(小野凉子)
『XRATED』에서 새로 등장한 캐릭터이다. 주인공의 1살 연상 선배로 학원의 생도회장.

### AnotherDays
유즈하라 코노미/코우사카 타마키 → PS2판,『XRATED』에서의 메인 캐릭터
HMX-17c 시루파(シルファ) 성우：사쿠라이 하루미(櫻井浩美)
쿠르스가와 일렉트로닉스의 메이드 로봇. 수행을 위해 주인공의 집에 머물고 있다.
코우노 하루미(河野 はるみ)((HMX-17b 미루파(ミルファ)) 성우：야마카와 코토미(山川琴美)
『AnotherDays』에서 등장한 신 캐릭터이지만, 전작에서도 어디선가 등장한 듯하다. 갑자기 주인공 앞에 나타나 강렬하게 러브 어택을 하고 있다.
이하의 캐릭터는 PS2판,『XRATED』에서는 서브 캐릭터로서 등장하였다.
야마다 미치루(山田 ミチル) 성우：코사카 아키라(笠原あきら)
유즈하라 코노미와 중학교 시절부터의 친구 사이.
요시오카 치에(吉岡 チエ) 성우：오오타 카오리(太田佳織)
유즈하라 코노미와 중학교 시절부터의 친구 사이.
코마키 이쿠노(小牧 郁乃) 성우：칸자키 치로(神埼ちろ)
코마키 마나카의 여동생으로, 주인공 및 언니와는 1살 아래.
나나코(菜々子) 성우：사카다 카요(阪田佳代)
근처 소학교에 다니는 소녀.
『AnotherDays』에선 주인공에게 러브레터를 보내, 연인이 되어달라고 고백해온다.
마량(まーりゃん)(아사기리 마아코(朝霧麻亞子)) 성우：코구레 에마(小暮英麻)
『XRATED』에서 새로 등장한 신 캐릭터. 선대 생도회장.
『XRATED』에선 전용 테마곡까지 있었지만, 공략이 불가능 했던것은 물론 게임 중에 본명조차 나오지 않았다.
유즈하라 하루카(柚原 春夏) 성우：혼다 치에코
유즈하라 코노미의 어머니. 주인공에게 있어 또 한사람의 어머니라 말할 수 있는 존재.

## 서브 캐릭터

### 투하트
사토 마사시(김유진)(일본어: 佐藤 雅史)
성우:호시 소이치로 / 성수경
생일:10월 13일 별자리:천칭자리 신장:165cm 연령:16세
주인공(후지타 히로유키)의 소꿉친구의 친구.축구부에 소속해 있어 남녀 묻지 않고 평판은 좋고 게임에서는 러브레터를 아카리가 전해주는게 나온다. 아무도 공략못 한(배드 엔드) 경우, 「우리들 쭉 친구지요」라고 마사시의 웃는 얼굴의 씬으로 끝난다. 현재는 별거 중인 누나가 한 명 있는 것 외에 햄스터를 기르고 있다.
덧붙여 생일은 드라마 CD 「To Heart Piece of Heart」에서 판명, 신장은 애니메이션판 제1기의 설정에 의한다.
사카시타 요시에(권수민)(일본어: 坂下 好恵)
성우:이마이 유카 / 한채언
가라테부의 부장. 아오이와 같은 중학으로 가라테부의 선배에 해당된다. 귀여워하고 있던 아오이가 아야카를 동경해 가라테로부터 익스트림으로 전향한 것을 불쾌하게 생각해, 아오이 시나리오로 아오이와 대결하는 일이 된다.
세리오
성우:네야 미치코
 : HMX-12“세리오”참조
세바스찬 (일본어:  )
성우:오오바야시 류스케 / 시영준
쿠르스가와 집안의 집사 게임에서와 애니에서 세리카를 모시고 가려고 매일같이 차를 타고 온다. 게임에서 세리카 루트로 진행될 때 히로유키가 '영감'이라 부르며 그를 피해서 한번은 같이 가려고 하는 모습을 보여줄때마다 나타난다. 세바스찬이라는 이름은 세리카가 지어준 이름

### PS2,XRATED
HMX-17a 이루파(イルファ)
성우：하기와라 에미코
쿠르스가와 일렉트로닉스의 메이드 로봇이다.
HMX-17b 미루파(ミルファ)
쿠르스가와 일렉트로닉스의 메이드 로봇이다. 산고에게는「밋쨩」으로 불리고 있다. PS2판 또는『XRATED』에서는 임시 보디로서 사용하던 곰 인형 로봇의 모습으로 등장하여, 주인공에게 반한다. 주인공은 그 모습을「곰식이(クマ吉)」라고 불렀다.
『AnotherDays』에서는 의외의 형태로 등장한다.
코우사카 유우지(向坂 雄二)
성우 : 토리우미 코스케
코우사카 타마키의 남동생이며, 주인공과 유즈하라 코노미와는 소꿉친구 사이로 여자를 잘 밝히며 메이드 로봇을 좋아한다.
겐지마루(ゲンジ丸)
유즈하라가에서 키우고 있는 늙은 개이다.

### AnotherDays
PS2판,『XRATED』의 서브 캐릭터는 대부분 등장하며 PS2판,『XRATED』에서의 메인 캐릭터의 경우 코노미와 타마키(특정 루트에만 해당)를 제외하곤 모두 AnotherDays에선 서브 캐릭터로서 등장한다. 아래에선『AnotherDays』에서만 등장하는 서브 캐릭터에 대하여 소개한다.
스미레(スミレ), 히토미(ひとみ)
나나코의 친구들이다. 히토미는 어른다운 느낌을 주는 안경 소녀이며, 스미레는 다소 기가 드센 느낌을 주는 소녀이다.
로크(ロク)
하나(ハナ)

## 같이 보기
- 투하트2
- 투하트2 AnotherDays